# Nacht van Wiegel
De Nacht van Wiegel was een politieke nacht die plaatsvond van dinsdag 18 op woensdag 19 mei 1999. Aanleiding was een grondwetswijziging ter invoering van een correctief referendum.

## Verloop

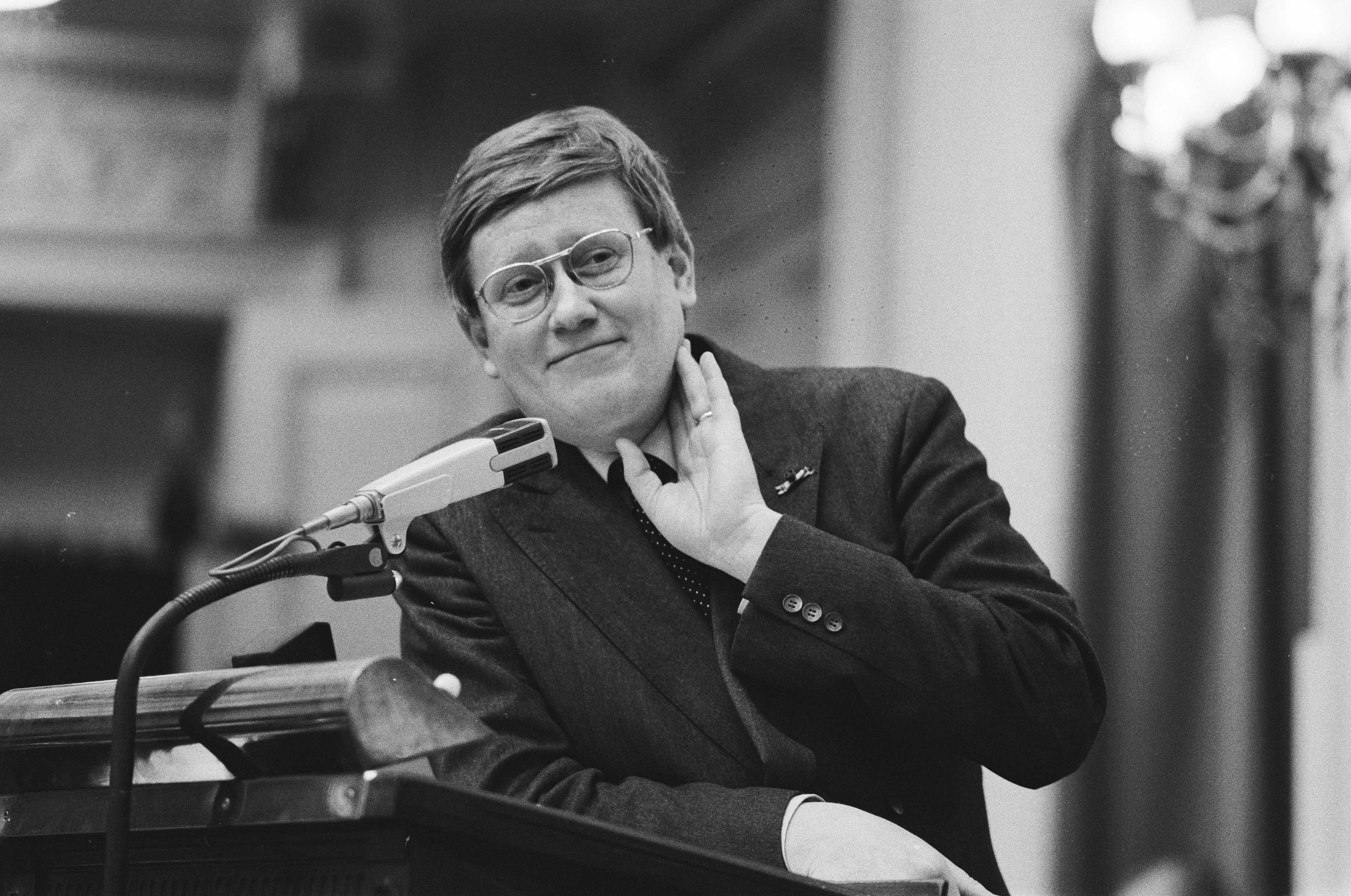
Hans Wiegel in 1982

Eerder was de "Wet van 5 maart 1998, houdende verklaring dat er grond bestaat een voorstel in overweging te nemen tot verandering in de Grondwet, strekkende tot opneming van bepalingen inzake het correctief referendum" aangenomen, de eerste lezing van een grondwetswijziging ter invoering van een correctief referendum.
De tweede lezing, "Verandering in de Grondwet, strekkende tot opneming van bepalingen inzake het correctief referendum", was in de Tweede Kamer met een tweederdemeerderheid aangenomen en nu in de Eerste Kamer aanhangig. Hier was ook een tweederdemeerderheid nodig. Met het zogenaamde correctief referendum zouden burgers zich kunnen uitspreken over reeds genomen of nog te nemen besluiten van de Haagse politiek. Het zou een middel zijn om overheidsbeslissingen tegen te houden.
Het voorstel werd tijdens het debat verdedigd door minister van Binnenlandse Zaken Bram Peper. Namens de VVD-fractie voerde Hans Wiegel het woord. Omdat lang onzeker bleef wie er van de VVD vóór zouden stemmen, trachtten ook VVD-leider Hans Dijkstal, vicepremier Annemarie Jorritsma en partijvoorzitter Willem Hoekzema tijdens schorsing van het debat druk uit te oefenen op de geestverwanten in de Eerste Kamerfractie. Ook premier Wim Kok deed tijdens de Nacht van Wiegel een klemmend beroep op de VVD'ers die tegen dreigden te stemmen. Ruim 400.000 televisiekijkers keken naar de NOS-uitzending. Vijf senatoren (Hans Wiegel, Wim van Eekelen, John van Graafeiland, Henk Heijne Makkreel en Jan Verbeek) die De Bende van Vijf werden genoemd – die ook in 1997 tegen stemden - dreigden het referendum te verwerpen.
 

Na grote druk van de partijtop onder leiding van Dijkstal en vanuit het kabinet door premier Kok, schaarden de coalitiepartners PvdA en VVD zich achter de fractie van D66. Alleen Wiegel - erelid van de liberale partij en oud-minister van Binnenlandse Zaken - bleef over. Hij reageerde als volgt op het voorstel: 
Voorstanders van het referendum als instituut -- en die zijn er ook in onze kringen -- beschouwen het referendum als een aanvulling op de vertegenwoordigende democratie, sinds jaren grondslag van ons parlementair en politiek stelsel. Maar rondziende in onze kring moet ik zeggen dat daar ook de oprechte overtuiging leeft dat het referendum een aantasting is van dit stelsel. Ik hoef niet te herhalen wat ik tijdens het debat in eerste lezing heb gezegd. Wij hopen dat zij die een andere opvatting hebben, dat kunnen begrijpen.
Na een debat van 16 uur werd het op 19 mei, 1:30 uur 's nachts, in stemming gebracht. Alhoewel vooraf door velen werd gedacht dat het voorstel voldoende stemmen zou halen, bleek de tegenstem van Hans Wiegel (VVD) de nekslag. Hij was de enige overgebleven senator van de VVD die tegenstemde.

## Nasleep
Met het verwerpen van het correctief referendum was voor D66 duidelijk, dat het een enorm gezichtsverlies had geleden. De opgevoerde druk was voor niets geweest. Dit resulteerde in een kabinetscrisis van het kabinet-Kok II. Het mislukken van de grondwetsherziening was een mislukking van de Tweede Kamerfracties om ook hun eigen partij in de Eerste Kamer te overtuigen van deze wet. Premier Kok bood het ontslag van zijn kabinet aan. De crisis werd echter al snel weer bezworen door de aangestelde informateur Herman Tjeenk Willink, vice-president van de Raad van State, en de ontslagaanvraag werd op 8 juni weer ingetrokken. Na enkele weken kon Paars II de draad weer oppakken, om te werken aan een nieuw referendumvoorstel. Deze Tijdelijke Referendumwet (Trw) werd op 6 februari 2001 in de Tweede Kamer aangenomen en op 4 september 2001 in de Eerste Kamer met vanuit de regeringspartijen alleen een tegenstem van Leendert Ginjaar (VVD).